# Sutton Courtenay
Sutton Courtenay è un villaggio e una parrocchia nella contea dell'Oxfordshire, nell'Inghilterra centro-meridionale.

## Geografia
Sutton Courtenay sorge sulla sponda destra del Tamigi, a 3 km a sud della cittadina di Abingdon-on-Thames.

## Storia
Le prime tracce abitative nel territorio di Sutton Courtenay risalgono all'Età della pietra quando le continue piene dell'adiacente fiume Tamigi resero fertile il terreno. Il primo documento che attesta l'esistenza in loco di una corte risale al 688 durante il regno di Ine del Wessex. La località divenne nota come Sutton Courtenay dopoché la famiglia Courtenay s'insediò nella corte negli anni settanta del XII secolo. 
Nel 1912 il villaggio salì alla ribalta nazionale poiché il nuovo primo ministro Herbert Henry Asquith scelse una villa di Sutton Courtenay come dimora dove rifugiarvisi ogni fine settimana per sfuggire dalla caotica vita della capitale. La località fu inclusa all'interno dei confini del Berkshire sino 1974, quando in virtù della Local Government Act 1972 fu assegnata all'Oxfordshire.

## Monumenti e luoghi d'interesse
- Chiesa di Ognissanti, costruita nel '300, rimane dell'impianto originario solo la navata, durante la guerra civile inglese venne infatti quasi completamente distrutta dall'esplosione delle munizioni che il parroco realista teneva all'interno di essa. Degne di interesse sono una croce incisa da un crociato come ex voto sulla porta del campanile, un portico costruito con i fondi per i poveri dal vescovo di Bath. Nel piccolo cimitero della chiesa oltre ad Asquith vi è sepolto anche George Orwell. Lo scrittore morì a Londra e siccome nei cimiteri della capitale non vi era posto si pensò di cremarlo, ma sua moglie per non andare contro le volontà del defunto marito espose il problema ad alcuni suoi amici e il parroco di Sutton Courtenay acconsentì a seppellirlo nel suo cimitero.
- Case della corte, tra di esse la Norman House, costruita nel 1190.
- The Abbey
- Casa di Asquith